# Botryllophilus conicus
Botryllophilus conicus – gatunek widłonoga z rodziny Botryllophilidae. Nazwa naukowa tego gatunku skorupiaków została opublikowana w 1994 roku przez Mercedes Conradi, Pabla J. Lopez-Gonzalez i José Carlosa Garcia-Gomeza.